# Shōhaku

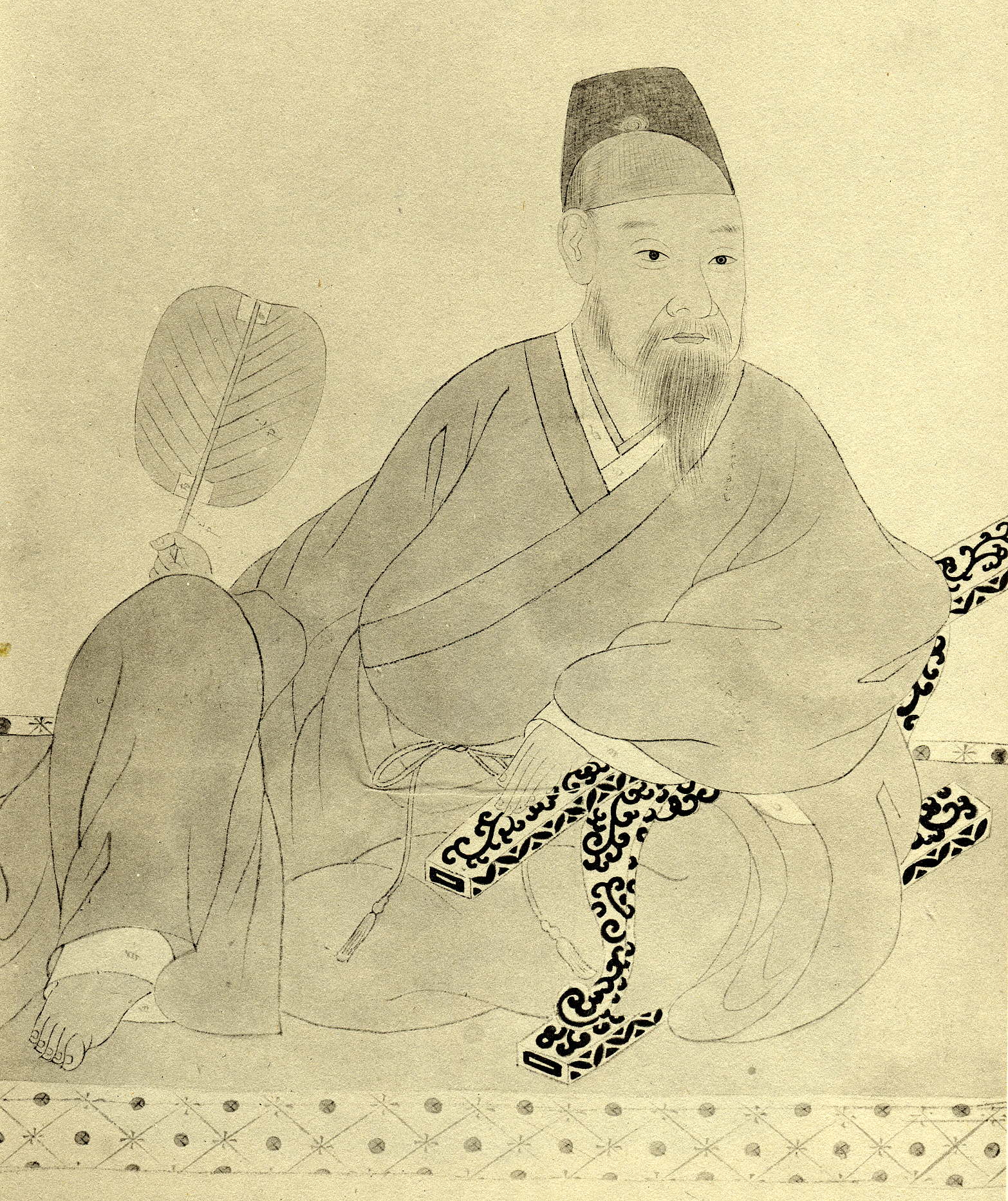
Shōhaku

Shōhaku (jap. 肖柏; * 1443; † 4. Mai 1527) war ein japanischer Waka- und Renga-Dichter. Shōhaku führte zudem die Schriftstellernamen: Muan (夢庵), Botange (牡丹花) und Rōkaken (弄花軒).
Shōhaku verfasste 1488 in Minase mit seinem Lehrer, dem buddhistischen Mönch und Dichter Iio Sōgi, und Sōchō, einem weiteren Schüler Sōgis, die Renga-Sammlung Minase sangin hyakuin. Das Werk gilt als eines der besten dieses Genres. Er wirkte auch an Sōgis Shinsen tsukubashu mit, einer Renga-Sammlung, die auch neue Regeln zum Verfassen von Renga enthält. Zudem verfasste Shōhaku einen Kommentar zum Ise Monogatari, Ise monogatari shōbunshō, und eine Abhandlung über Renga-Dichtung Shōhaku kōden.